# وارداشن، ایروان
وارداشن، ایروان (به لاتین: Vardashen, Yerevan) یک روستا در ارمنستان است که در ایروان واقع شده‌است.